# USS Mississinewa (AO-59)
Pour les autres navires du même nom, voir USS Mississinewa.
L'USS Mississinewa (AO-59) est un pétrolier ravitailleur auxiliaire de type T3 construit pour la marine des États-Unis pendant la Seconde Guerre mondiale.
Commandé le 20 mars 1942, sa quille est posée le 5 octobre 1943 par le chantier naval de la Bethlehem Inc., à Sparrows Point, dans le Maryland. Il est lancé le 28 mars 1944 ; parrainé par Mlle Margaret Pence ; et mis en service le 18 mai 1944 sous le commandement du capitaine Philip G. Beck.

## Historique

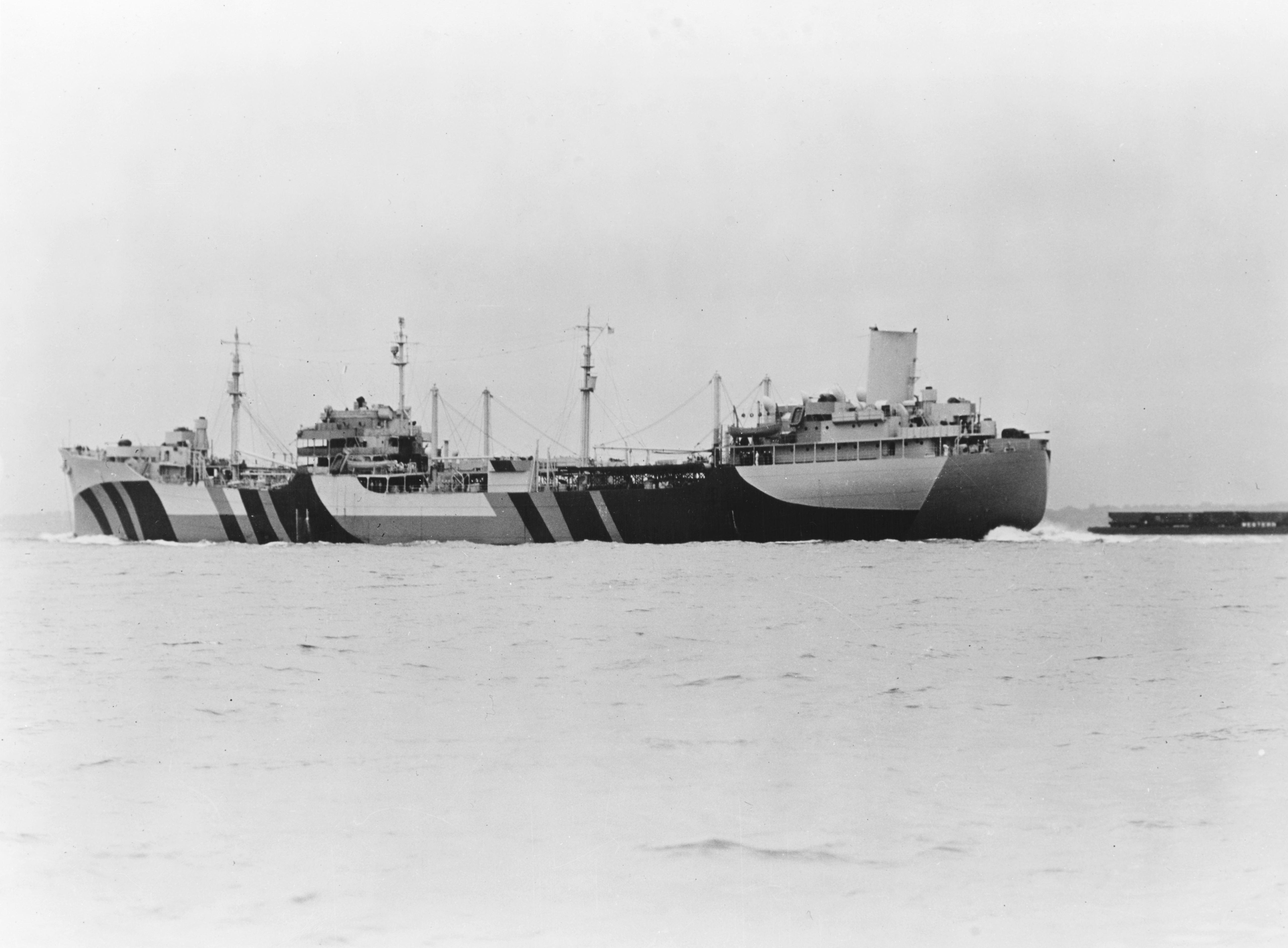
L'USS Mississinewa peu après sa mise en service en mai 1944.

Le Mississinewa commence son service actif le 18 mai 1944. Après avoir terminé sa mise en condition opérationnelle dans la baie de Chesapeake, il navigue pour Aruba, dans les Antilles néerlandaises, afin de charger sa première cargaison. Remplissant ses citernes de fioul les 23 et 24 juin, il poursuit sa route vers l'océan Pacifique et atteint Pearl Harbor le 10 juillet. En tant qu’unité du 10e escadron de service  (« ServRon 10 »), il part pour Eniwetok afin de ravitailler les navires de la 3e flotte. Le 25 août, le Mississinewa s'embarque pour Manus où il approvisionne en carburant et en provisions, livrant également du courrier aux navires des forces de transport rapide TF 38, 32 et 31, lors de l'assaut et de l'occupation des Palaos.
De retour à Manus le 30 septembre, il réapprovisionne les chars puis se dirige à nouveau vers le nord pour ravitailler en carburant la TF 38, qui bombarde des installations japonaises aux Philippines, à Taïwan et à Ryūkyū, en préparation de la campagne des Philippines. Le 19 octobre, après avoir fourni en carburant les navires prévus pour le débarquement de Leyte, le pétrolier rejoint Ulithi, dans les Carolines, qui devient sa nouvelle base. Il effectue depuis celle-ci une dernière mission de ravitaillement en mer début novembre, avant de revenir à son port d'attache le 15 du mois.
Le lendemain, ancré au poste d’arrêt no 131, il charge dans ses citernes 404 000 gallons américains (1 530 m3) d'Avgas, 9 000 barils (1 400 m3) de carburant diesel et 90 000 barils (14 000 m3) de fioul.
Quatre jours plus tard, le 20 novembre à 5 h 47, la base est attaquée par les sous-marins I-36 et I-47. Le I-36 ne peut lancer qu'un Kaiten par suite de problèmes mais l'un des cinq lancés attaque avec succès l'USS Mississinewa à l'avant à tribord, tuant 63 des 299 membres d'équipage. Il semble que cette destruction ait été obtenue par Sekio Nishina, l'un des concepteurs de l'arme, qui ne survivra pas à cette attaque. Les quatre autres Kaiten déployés n'eurent aucun succès et aucun d'eux ne rejoindra les submersibles, qui seront de retour à Kure le 30 novembre. Quant au Mississinewa, il chavira et sombra vers 9 h, après plusieurs explosions et 2 800 000 gallons de pétrole supposés se trouver dans ses réservoirs, malgré le déploiement immédiat de remorqueurs chargés d'éteindre l'incendie. 

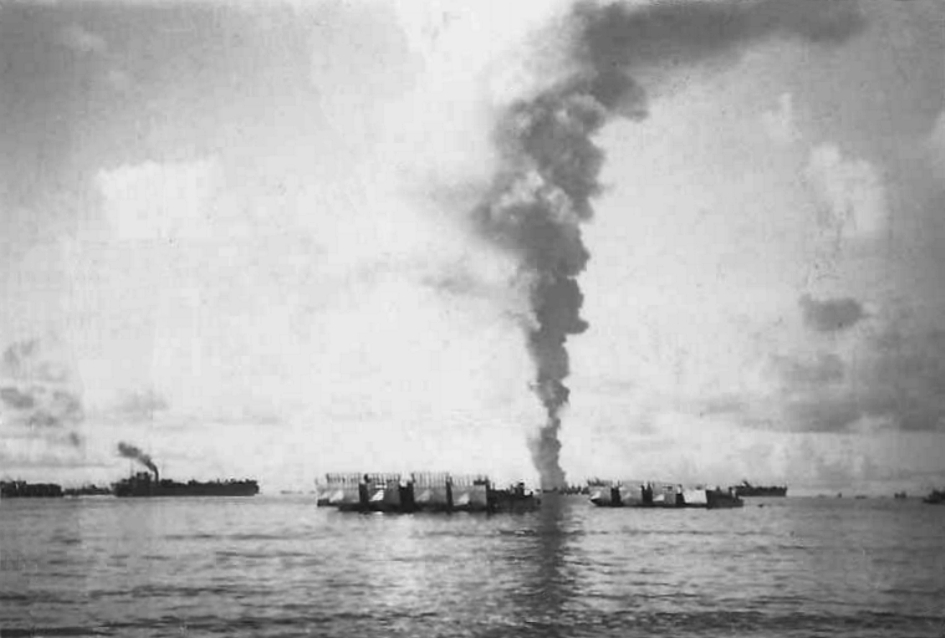
L'USS Mississinewa en feu au milieu des autres navires (20 novembre 1944).

Le 2 décembre 1944, les Japonais concluent que la mission a coulé trois porte-avions et deux cuirassés. Cette surestimation a notamment été entraînée par les multiples fortes explosions du Mississinewa qui était plein lors de l'attaque. Cette mission incita à développer le programme Kaiten.
Le Mississinewa a reçu quatre Battle star pour son service pendant la Seconde Guerre mondiale.

## Postérité

### Dépollution de l'épave

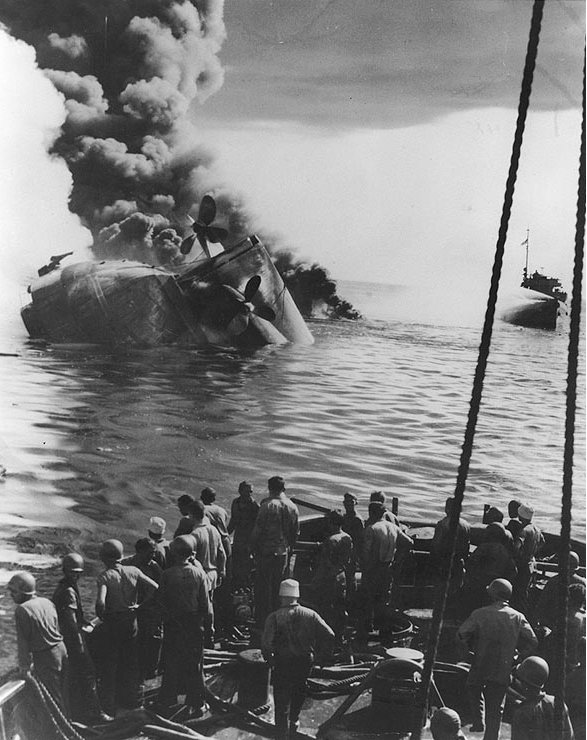
Les derniers instants de l'USS Mississinewa le 20 novembre 1944.

Le 6 avril 2001, après une recherche, l'épave du navire a été retrouvée à 40 m de profondeur. Durant l'année, en réponse aux préoccupations exprimées par le gouvernement local au sujet de la libération de pétrole sur le site, l'US Navy a mené une enquête pour déterminer l’état de l’épave et le potentiel de dommages environnementaux causés par la détérioration de la coque. Des plongeurs ont confirmé que le potentiel de rejets importants de carburant de cargaison du navire-citerne rendait nécessaire une tentative de récupération.
En février 2003, une équipe de sauvetage de la marine américaine a dirigé une opération visant à récupérer le plus de pétrole possible. Utilisant un système de pompage par robinets chauds, les navires de récupération de l'US Navy ont foré vingt robinets individuels dans les réservoirs du Mississinewa et ont procédé à l'extraction en toute sécurité des 1 950 000 gallons de pétrole (7 600 m3) restants dans l'épave, n'étant plus considéré comme dangereux pour l'environnement. Récupéré puis ramené à Singapour, le pétrole a été vendu à 0,50 dollar le gallon pour couvrir les onze millions de dollars de coûts de sauvetage.
Aujourd'hui, l'épave du Mississinewa est devenue un site de plongée très prisé et est considérée comme sépulture de guerre en mémoire des 63 hommes ayant péri à bord. À ce jour, aucune pièce confirmée du Kaiten n’a été retrouvée ni identifiée.

### LeMississinewadans la fiction
Le navire a été présenté dans les émissions de télévision : The Sea Hunters, Deep Sea Detectives et Dogfights.